# Rhadinella
Genre
Rhadinella est un genre de serpents de la famille des Dipsadidae.

## Répartition
Les 18 espèces de ce genre se rencontrent au Mexique et en Amérique centrale.

## Liste des espèces
Selon The Reptile Database (9 novembre 2017) :
- Rhadinella anachoreta (Smith & Campbell, 1994)
- Rhadinella donaji Campbell, 2015
- Rhadinella dysmica Campillo, Dávila-Galavíz, Flores-Villela & Campbell, 2016
- Rhadinella godmani (Günther, 1865)
- Rhadinella hannsteini (Stuart, 1949)
- Rhadinella hempsteadae (Stuart & Bailey, 1941)
- Rhadinella kanalchutchan (Mendelson & Kizirian, 1995)
- Rhadinella kinkelini (Boettger, 1898)
- Rhadinella lachrymans (Cope, 1870)
- Rhadinella lisyae McCranie, 2017
- Rhadinella montecristi (Mertens, 1952)
- Rhadinella pegosalyta (Mccranie, 2006)
- Rhadinella pilonaorum (Stuart, 1954)
- Rhadinella posadasi (Slevin, 1936)
- Rhadinella rogerromani (Köhler & Mccranie, 1999)
- Rhadinella schistosa Smith, 1941
- Rhadinella serperaster (Cope, 1871)
- Rhadinella tolpanorum (Holm & Cruz, 1994)

## Publication originale
- Smith, 1941 : A new genus of Mexican snakes related to Rhadinaea. Copeia, vol. 1941, no 1, p. 7-10